# افسون‌شده
افسون‌شده (به انگلیسی: Charmed) یک مجموعه تلویزیونی آمریکایی با موضوع جادوگری و درام است. این مجموعه داستان سه خواهر جادوگر را روایت می‌کند، پخش این مجموعه از ۷ اکتبر ۱۹۹۸ شروع شد و تا ۲۱ مه ۲۰۰۶ ادامه پیدا کرد.